# Тасманийский симфонический оркестр
Тасманийский симфонический оркестр (англ. Tasmanian Symphony Orchestra) — австралийский симфонический оркестр, базирующийся в городе Хобарт, столице штата Тасмания. Основан в 1948 году под патронатом Австралийской радиовещательной корпорации на основе действовавшего с 1937 года Хобартского симфонического оркестра. Несмотря на относительно небольшой состав (47 исполнителей), пользуется значительным признанием.
Первый концерт оркестра прошёл 25 мая 1948 года под руководством дирижёра Джозефа Поста, в качестве солистки выступила уроженка Тасмании Айлин Джойс, исполнившая концерт для фортепиано с оркестром Эдварда Грига. В 1956—1959 гг. ТСО был первым австралийским оркестром с собственной постоянной радиопрограммой, которая называлась «Путешествие в мелодию» (англ. Journey Into Melody). С 2000 года домашней площадкой оркестра является концертный зал «Федерация» (англ. Federation Concert Hall) вместимостью до 1100 слушателей, пристроенный к крупному хобартскому отелю «Чэнселлор». Оркестр много гастролирует как по Австралии, так и за её пределами. В активе оркестра множество записей, в том числе 18 альбомов австралийской музыки (в диапазоне от Питера Скалторпа до Бретта Дина). В то же время оркестр принял участие в записи 18 альбомов серии «Романтический фортепианный концерт» британского лейбла Hyperion Records. По заказу оркестра написаны два десятка произведений, в том числе сюита «Дикие лебеди» Елены Кац-Чернин; оркестр осуществил множество премьерных исполнений австралийской музыки, в числе которых Mysterium cosmographicum Ларри Сицки (1974).

## Музыкальные руководители
- Кеннет Мурисон Борн (1948—1962)
- Томас Мэтьюз (1962—1968)
- Томас Майер (1970—1974)
- Ванчо Чавдарски (1974—1980)
- Барри Такуэлл (1980—1983)
- Николас Брейтуэйт (1984—1986)
- Доббс Фрэнкс (1989—1991)
- Давид Порселейн (1994—2000)
- Ула Руднер (2001—2003)
- Себастьян Ланг-Лессинг (2004—2011)
- Марко Летонья (2012—2020)
- Эйвинн Оланн (с 2020 г.)